# 深井慎一郎
深井 慎一郎（ふかい しんいちろう、1981年 - ）は、日本のジャーナリスト、TBSの報道局の記者。

## 経歴
京都府京都市出身。東山中学校・高等学校から関西学院大学文学部心理学科に進学。
2005年3月に同大学を卒業。同年4月、TBSに入社。同期は石井大貴、飯田和孝、嵯峨祥平、田中健太、宮本晴代。アナウンサーには青木裕子、新井麻希、岡村仁美がいる。
報道局政治部記者として、小泉首相の総理番・第一次安倍総理番、幹事長の番記者を経て、夕方の報道番組『Nスタ』や情報制作局制作の『情報7daysニュースキャスター』のディレクターを担当。
退任後は再び政治部に戻り、外務省、首相官邸クラブ・与党平河キャップを担当。
2019年よりJNNニューヨーク支局に勤務。